# 668
668 (DCLXVIII) fue un año bisiesto comenzado en sábado del calendario juliano, en vigor en aquella fecha.

## Acontecimientos
- La península de Corea es unificada por primera vez en la historia por el rey Munmu de Silla. Desaparecen así los llamados Tres Reinos de Corea.

## Fallecimientos
- 15 de septiembre: Constante II, emperador bizantino.